# 辐冠苣苔属
辐冠苣苔属（学名：Actinostephanus）是苦苣苔科下的一个属。

## 下属物种
本属包括以下物种：
- 恩平辐冠苣苔 Actinostephanus enpingensis F.Wen, Y.G.Wei & L.F.Fu[2]